# Naoki Matsuda
Naoki Matsuda (松田 直樹; Kiryū, 14 marzo 1977 – Tokyo, 4 agosto 2011) è stato un calciatore giapponese, di ruolo difensore.

## Biografia
Già ai tempi in cui frequentava le scuole ebbe la sua prima esperienza internazionale con la maglia del Giappone Under-17 nel mondiale casalingo 1993, è stata la prima edizione in cui il Giappone ha pertecipato, e benché la nazionale nipponica era la Cenerentola del torneo calcistico, riuscì ad accedere ai quarti di finale per merito di Matsuda, che segnerà il gol del 2-1 contro il Messico ottenendo la vittoria e con essa la qualificazione alla fase a eliminazione diretta.
Finite le scuole militerà nel professionismo nella J1 League, la massima divisione del calcio giapponese, con lo Yokohama F·Marinos, nel 1995 segnerà la sua prima rete aprendo le marcature nella vittoria per 5-0 contro il Nagoya Grampus. Farà il suo esordio in nazionale maggiore il 5 febbraio del 2000 nella sconfitta per 1-0 contro il Messico.
Nel 2001 giocherà alla Confederations Cup con la nazionale dove sorprendentemente il Giappone si classificherà al secondo posto, Matsuda ha giocato tutte le partite, tranne quella di apertura nella vittoria per 3-0 contro il Canada, inoltre sempre nello stesso anno vincerà la Coppa del Giappone giocando come titolare per tutta la partita nella finale vinta ai supplementari per 3-1 contro il Júbilo Iwata.
Ha giocato come titolare in tutte e quattro le partite che il Giappone ha disputato nel Mondiale 2002. Continuerà a giochare per molti anni con lo Yokohama F Marinos, vincendo per ben due anni il campionato nelle edizioni 2003 e 2004. Il Giappone vincerà la Coppa d'Asia che si è tenuta in Cina, Matsuda ha giocato una sola partita nella vittoria ai quarti di finale per 4-3 contro la Giordania entrando in partita nel secondo tempo supplementare. La sua ultima partita in nazionale è stata nell'amichevole contro il Kazakistan per 4-0, ironicamente è stata l'unica partita dove ha segnato una rete nella sua carriera con la nazionale giapponese.
Nel 2011, finita la sua esperienza con lo Yokohama F Marinos, giocherà con la squadra del Matsumoto Yamaga nella Japan Football League dove segnerà un solo gol nel pareggio per 2-2 contro il Kamatamare Sanuki.
Il 2 agosto 2011 ha avuto un arresto cardio-respiratorio durante un allenamento ed è stato immediatamente ricoverato in gravi condizioni. Le prime notizie hanno annunciato la morte dopo poche ore dal ricovero, successivamente si è appreso che il giocatore stazionava in una situazione molto critica.
Il 4 agosto è stata diffusa notizia del suo decesso.

## Statistiche

### Cronologia presenze e reti in nazionale
| Cronologia completa delle presenze e delle reti in nazionale ― Giappone olimpica | Cronologia completa delle presenze e delle reti in nazionale ― Giappone olimpica | Cronologia completa delle presenze e delle reti in nazionale ― Giappone olimpica | Cronologia completa delle presenze e delle reti in nazionale ― Giappone olimpica | Cronologia completa delle presenze e delle reti in nazionale ― Giappone olimpica | Cronologia completa delle presenze e delle reti in nazionale ― Giappone olimpica | Cronologia completa delle presenze e delle reti in nazionale ― Giappone olimpica | Cronologia completa delle presenze e delle reti in nazionale ― Giappone olimpica |
| Data                                                                             | Città                                                                            | In casa                                                                          | Risultato                                                                        | Ospiti                                                                           | Competizione                                                                     | Reti                                                                             | Note                                                                             |
| -------------------------------------------------------------------------------- | -------------------------------------------------------------------------------- | -------------------------------------------------------------------------------- | -------------------------------------------------------------------------------- | -------------------------------------------------------------------------------- | -------------------------------------------------------------------------------- | -------------------------------------------------------------------------------- | -------------------------------------------------------------------------------- |
| 20-9-2000                                                                        | Brisbane                                                                         | Brasile olimpica                                                                 | 1 – 0                                                                            | Giappone olimpica                                                                | Olimpiadi 2000 - 1º turno                                                        | -                                                                                | 71’                                                                              |
| 23-9-2000                                                                        | Adelaide                                                                         | Stati Uniti olimpica                                                             | 2 – 2 dts (5 – 4 dcr)                                                            | Giappone olimpica                                                                | Olimpiadi 2000 - Quarti di finale                                                | -                                                                                | 20’                                                                              |
| Totale                                                                           |                                                                                  | Presenze                                                                         | 2                                                                                |                                                                                  | Reti                                                                             | 0                                                                                |                                                                                  |

## Palmarès

### Club

#### Competizioni nazionali
- Campionato giapponese: 2

F. Marinos: 2003, 2004
- Coppa J. League: 1

F. Marinos: 2001

### Nazionale
- Coppa d'Asia: 1

2004